# 13647 Рей
13647 Рей (13647 Rey) — астероїд головного поясу, відкритий 20 квітня 1996 року.
Тіссеранів параметр щодо Юпітера — 3,169.